# Dip It Low
Dip It Low è una canzone della cantante statunitense Christina Milian, primo singolo estratto dal secondo album It's About Time. Scritta da Poli Paul e Teedra Moses, e prodotta dallo stesso Paul, la canzone riscontra immediatamente un grande successo commerciale raggiungendo tra le altre la 2ª posizione in Gran Bretagna e la 5ª negli Stati Uniti dove viene certificata Oro dalla RIAA per le vendite digitali.
Se negli Stati Uniti la versione originale vede la partecipazione del rapper Fabolous (così anche in Canada, Gran Bretagna e Irlanda), in altri mercati quali Germania, Austria, Finlandia, Svezia e Svizzera viene pubblicata una versione cantata in collaborazione con il rapper tedesco Samy Deluxe. In Francia è invece la cantante Lynnsha ad essere in collaborazione, mentre la versione solista viene pubblicata in Australia, Belgio, Danimarca, Paesi Bassi, Nuova Zelanda, Norvegia e Italia.
La versione Giapponese dell'album contiene come bonus track la canzone featuring il rapper S-Word.
La canzone, grazie al successo e all'apprezzamento da parte della critica, guadagna una nomination ai Grammy Award del 2005 nella sezione Best Rap/Sung Collaboration insieme a Fabolous.
Il video, diretto da Matthew Rolston, è basato sulla versione solista.

## Classifica
| Classifica (2004)                     | Posizione massima |
| ------------------------------------- | ----------------- |
| Australia                             | 31                |
| Austria                               | 32                |
| Belgio (Fiandre)                      | 23                |
| Belgio (Vallonia)                     | 39                |
| Danimarca                             | 8                 |
| Olanda                                | 7                 |
| European Hot 100                      | 8                 |
| Finlandia                             | 16                |
| Francia                               | 31                |
| Germania                              | 17                |
| Ungheria                              | 17                |
| Irlanda                               | 11                |
| Italia                                | 38                |
| Nuova Zelanda                         | 7                 |
| Norvegia                              | 8                 |
| Svezia                                | 30                |
| Svizzera                              | 11                |
| Gran Bretagna                         | 2                 |
| U.S. Billboard Hot 100                | 5                 |
| U.S. Billboard Hot Dance Club Song    | 1                 |
| U.S. Billboard Pop 100                | 2                 |
| U.S. Billboard Hot R&B/ Hip-Hop songs | 16                |

### Classifica di fine anno
| Classifica (2004)               | Posizione |
| ------------------------------- | --------- |
| Stati Uniti (Billboard Hot 100) | 23        |